# Bất hại
Bất hại (zh. bù hài 不害, ja. fugai, sa., pi. ahiṃsā), cũng gọi Bất sát sinh hay bất tổn sinh (zh. 不殺生, pi. pāṇāṭipātā paṭivirati, pāṇāṭipātā veramaṇī), là một trong những đức hạnh cốt lõi của các tôn giáo Ấn Độ như Kỳ Na giáo, Phật giáo, Ấn Độ giáo và Sikh giáo. 
Tư tưởng Bất hại lúc nào cũng giữ một vai trò quan trọng trong các tôn giáo Ấn Độ thời trước Phật Thích-ca nhưng Phật - cùng với một vị giáo chủ ngoại đạo là Ni-kiền-tử Nhã-đề-tử (pi. nigaṇṭha nātaputta) - là người đầu tiên hệ thống hoá và dùng lý thuyết tâm lý để chứng minh, lấy nó làm cơ bản cho tư tưởng này. Từ đó, tư tưởng bất hại đã trở thành một nguyên lý đạo đức vô song trong các tôn giáo Ấn Độ, đặc biệt trong tất cả các trường phái Phật giáo.

## Tổng quan
Về mặt tâm lý, đạo đức thì lý do chính vì sao mọi người nên thực hành đạo lý bất hại rất đơn giản: bởi vì ai cũng yêu quý cuộc sống của chính mình, không muốn bị hành hạ hoặc giết hại. Từ tình yêu thương chính mình, lấy đó suy ra hoàn cảnh của tất cả các động vật khác (hữu tình), không kể là người hay là thú, là con voi hoặc con kiến, đặt mình vào trạng thái của chúng sinh và cảm nhận tình trạng đó, người ta sẽ từ bỏ việc sát hại. Tư tưởng Bất hại của đạo Phật được giải nghĩa bằng lý luận nêu trên. Phật thuyết trong kinh Pháp cú (pi. dhammapada, 129; bản dịch và thi hoá của Tịnh Minh):
Hình phạt ai cũng sợ
Mất mệnh, ai cũng khiếp
Lấy ta suy ra người
Chớ giết, chớ bảo giết
Như vậy, tư tưởng Bất hại xuất phát từ lòng bi (sa., pi. karuṇā) và lòng từ (sa. maitrī, pi. mettā) đối với tất cả chúng sinh. Ai có lòng từ bi, người đó không bao giờ sát hại. Mặt khác, tư tưởng Bất hại cũng mang lợi ích, niềm vui cụ thể cho chính người thực hành, không chỉ là niềm "vui cùng với người" và niềm vui về việc đã thực hiện, một "hành động cao quý" nhất thời. Về mặt này thì đạo Phật có quan niệm không giống với những tôn giáo khác. Theo luật nhân quả (nghiệp, sa. karma) thì người làm lành, không giết hại sẽ gặp hạnh phúc và không bị hại. Từ đó người ta có thể suy ngược lại rằng, ai ôm ấp tư tưởng sát hại, không có lòng từ bi sẽ tự đưa mình đến những hoàn cảnh bất hạnh. Phật trình bày rất rõ trong kệ thứ năm và 225 của Pháp cú kinh (bản dịch và thi hoá của Tịnh Minh):
Hận thù diệt hận thù
Đời này không thể có
Từ bi diệt hận thù
Là định luật nghìn thu
Hiền sĩ không sát hại
Điều phục thân mệnh hoài
Đạt cảnh giới bất tử
Giải thoát hết bi ai
Cũng vì những lý do nêu trên mà tăng ni trong phần lớn các tông phái Phật giáo cũng như nhiều Phật tử tại gia đều ăn chay. Bất hại cũng được xếp là một trong 10 Đại thiện địa pháp theo A-tì-đạt-ma-câu-xá luận, là một trong 10 Thiện tâm sở trong giáo lý của Du-già hành phái. Là tâm sở pháp không hãm hại loài khác. Theo giáo lý Duy thức, Bất hại chỉ là danh xưng giả lập từ tâm sở Vô sân (zh. 無瞋), nó sinh khởi tùy theo tác dụng của Vô sân.